# Jean-Paul Marat

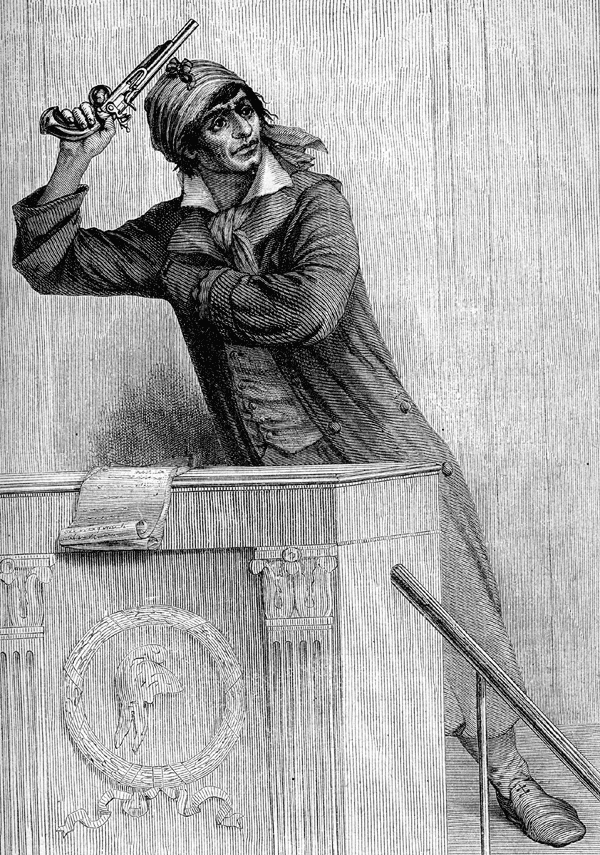
Marat dreigt zich een kogel door het hoofd te schieten.

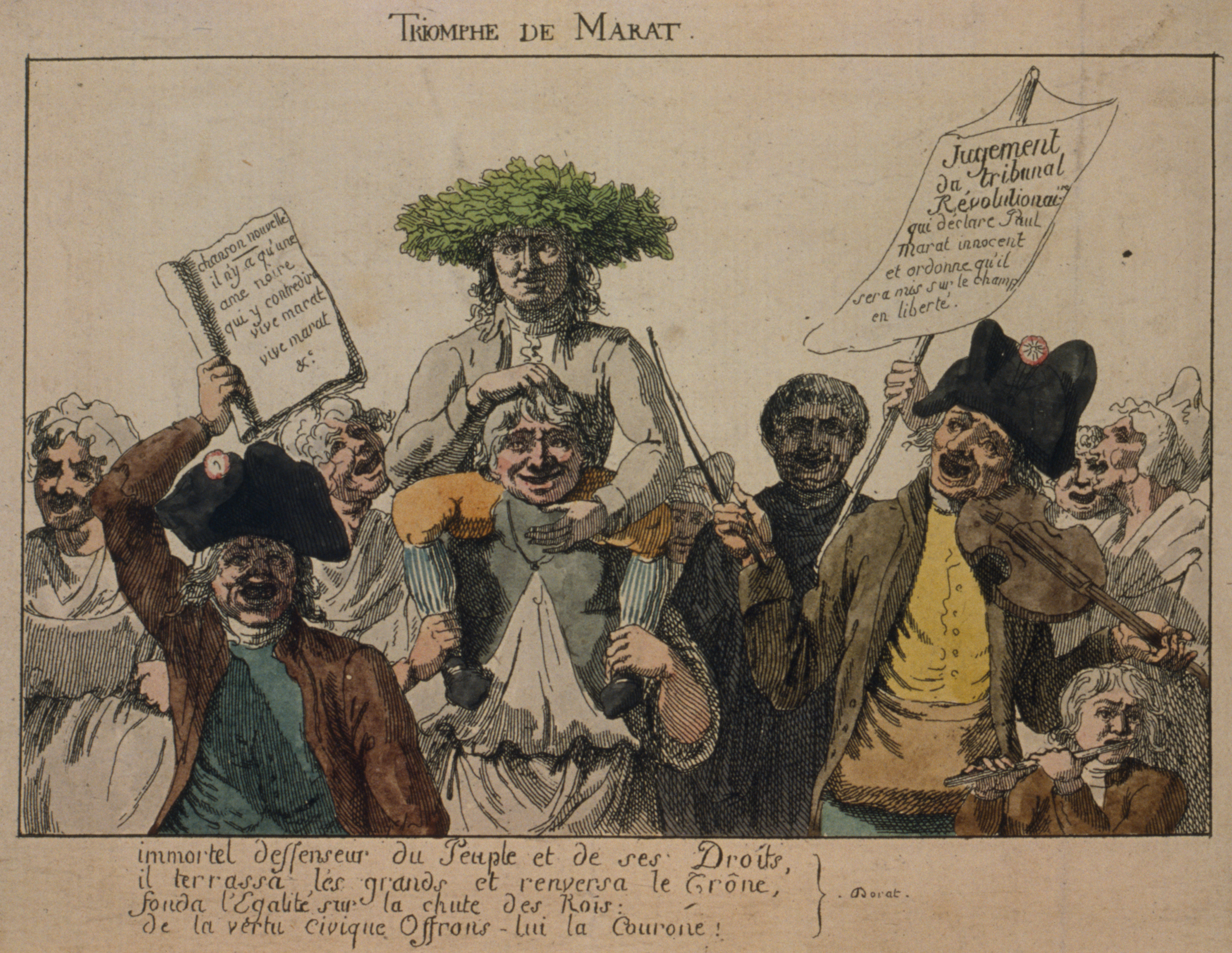
De triomf van Marat na zijn vrijspraak in 1793.

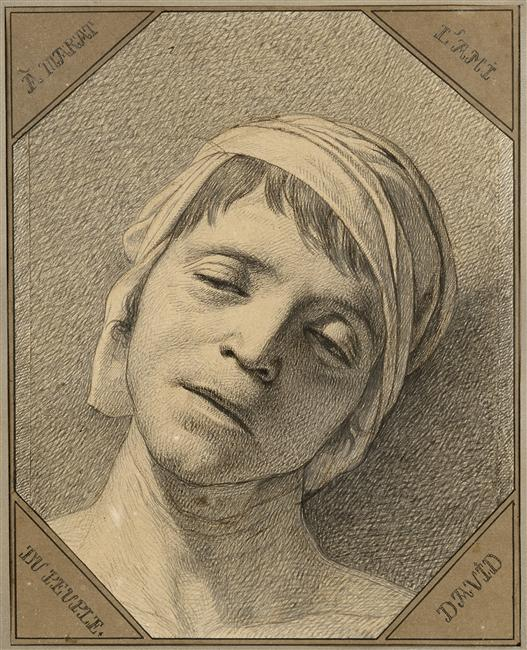
Hoofd van de dode Marat door David (1793)

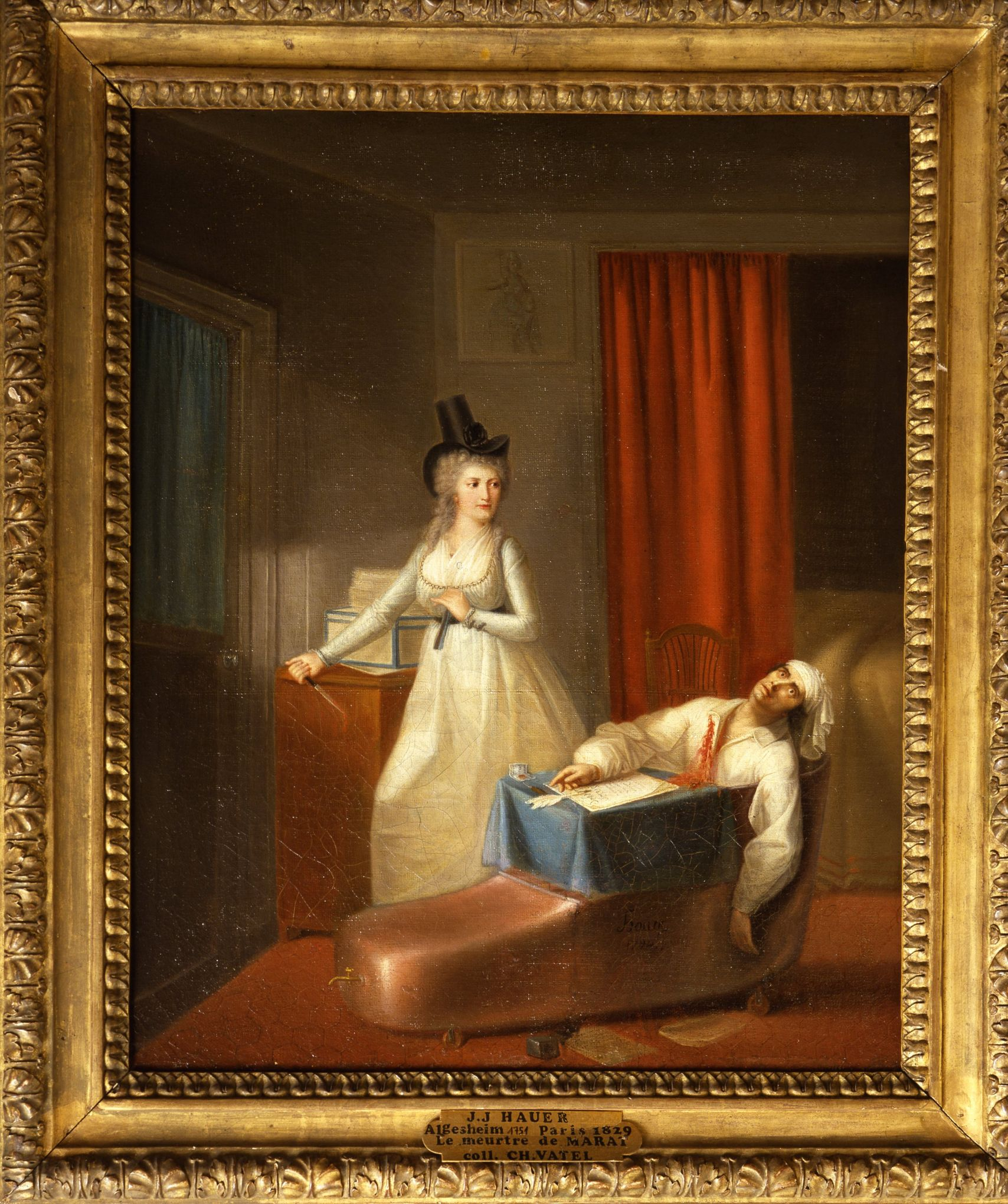
De dood van Marat door Charlotte Corday van Jean-Jacques Hauer (1793-1794) is misschien de meest getrouwe weergave van de moordscène (de badkuip, de schrijftafel, de kamerjas). Hauer was nationale garde in de wijk van Marat en sprak met ooggetuigen of had mogelijk zelfs toegang tot het appartement.

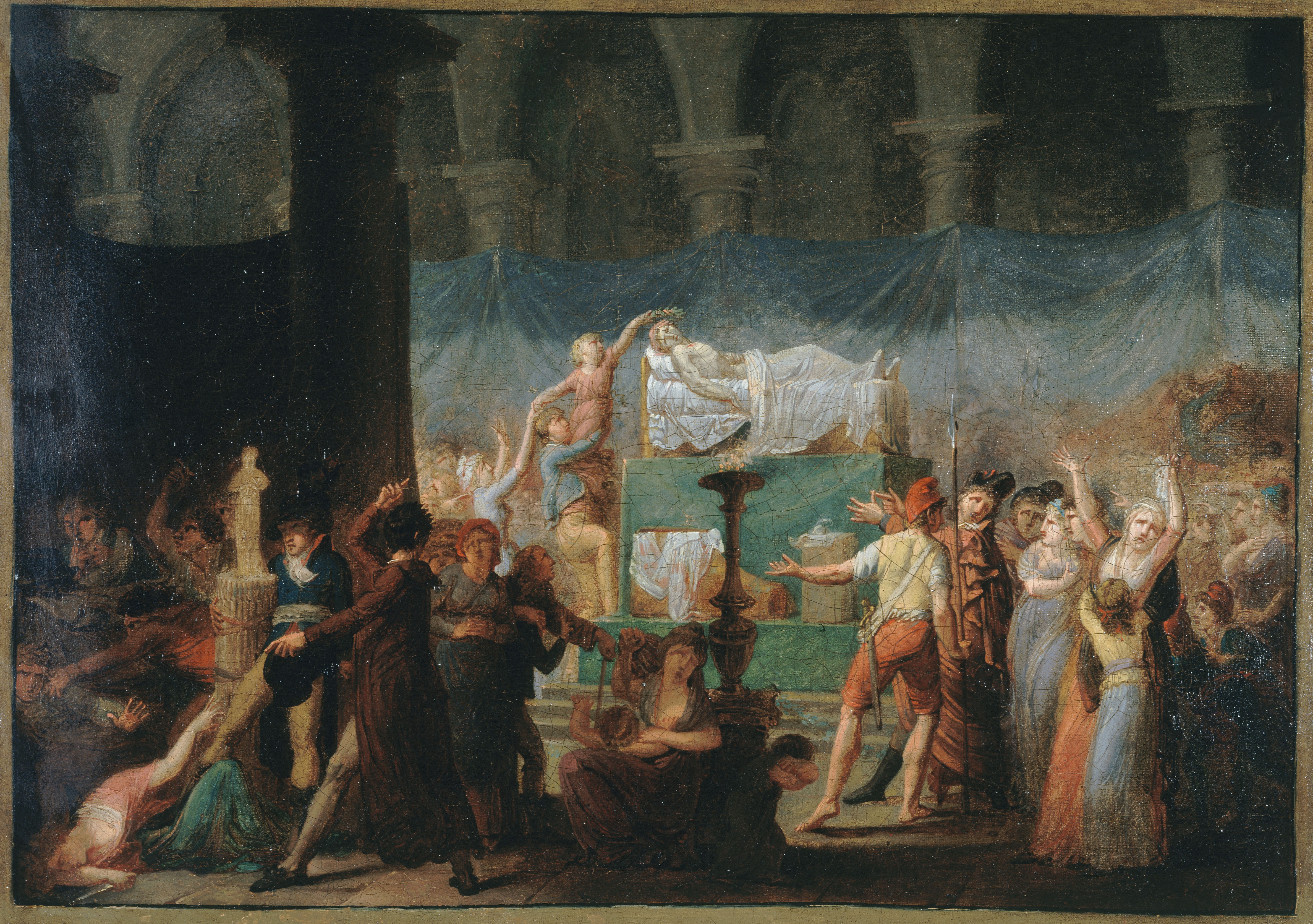
Begrafenis van Marat in de club des Cordeliers. De vermoedelijke schilder Fougeat gaf links de arrestatie van Corday weer.

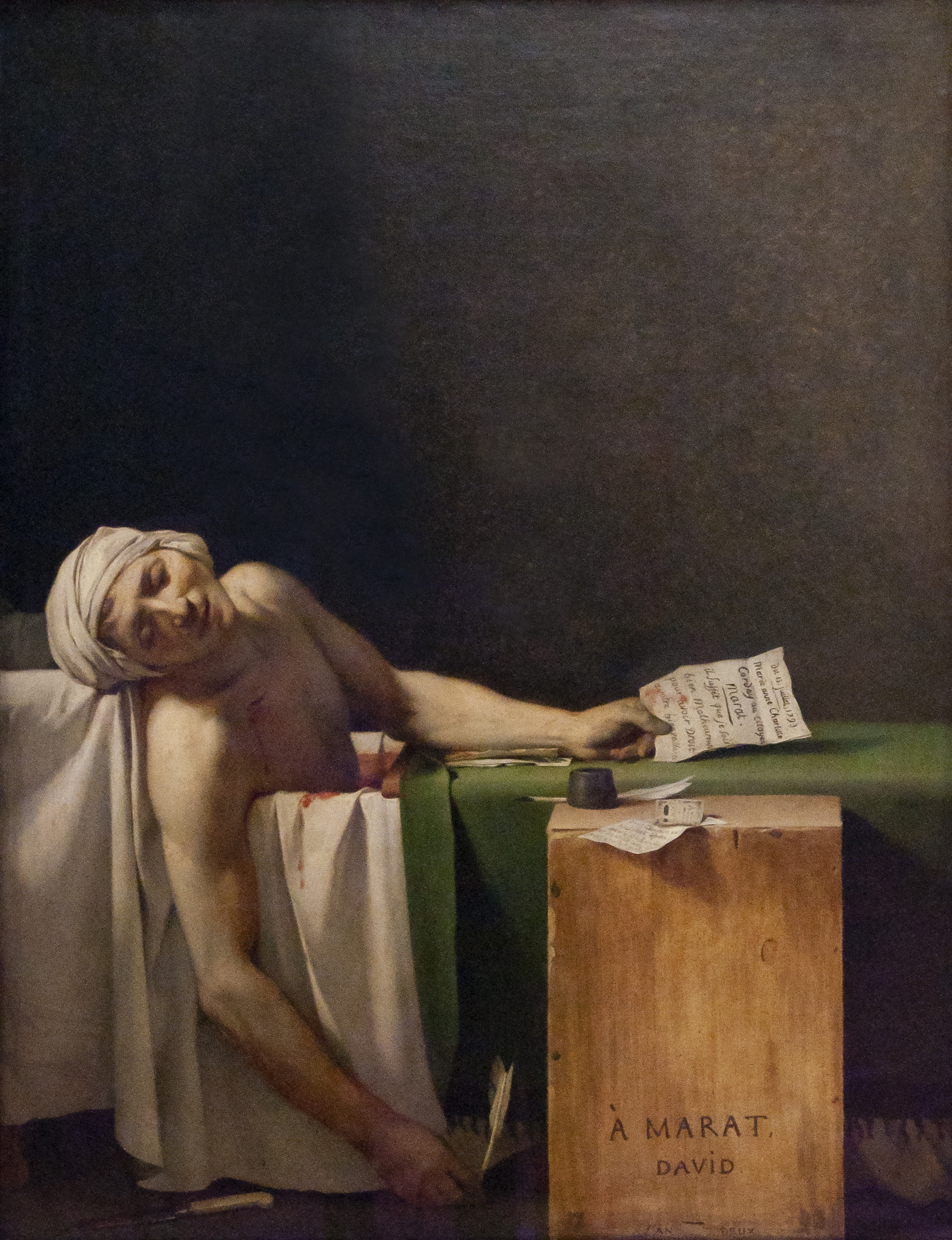
De dood van Marat door Jacques-Louis David (1793) was de gecanoniseerde versie die in de Nationale Conventie hing.

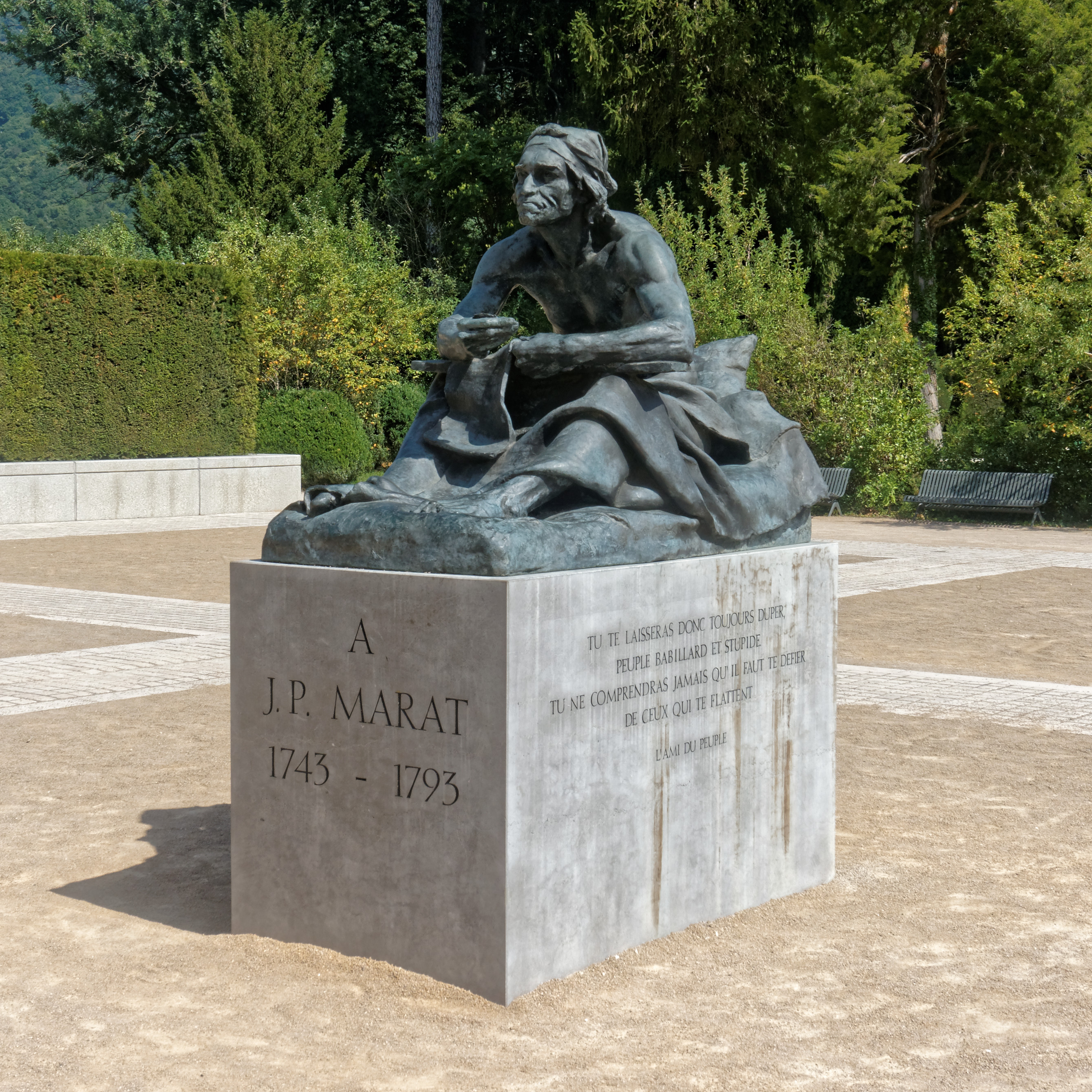
Standbeeld van Marat voor het Museum van de Franse Revolutie.

Jean-Paul Marat (Boudry, 24 mei 1743 – Parijs, 13 juli 1793) was een in Zwitserland geboren arts, natuurkundige, sociaal filosoof, journalist en politicus ten tijde van de Franse Revolutie. Hij was een pleitbezorger van een democratische republiek die de zwakkeren bescherming zou verlenen. Met zijn vurige karakter en onbuigzame houding viel hij tegenstanders aan en stelde hij "vijanden van de revolutie" aan de kaak. Samen met Danton en Robespierre oefende hij in de Nationale Conventie grote invloed uit. Marat verspreidde zijn gedachtegoed via zijn krant L'Ami du Peuple en door publieke toespraken en essays. Zijn verbale agressie maakte hem populair bij het volk. Hij was een verbindende factor tussen de volkse sansculotten en de burgerlijke jakobijnen, een radicaal-linkse groepering. In hun conflict met de girondijnen was hij een leidende stem. Uiteindelijk werd Marat vermoord door de girondijnse sympathisante Charlotte Corday terwijl hij in bad zat. De moord leek te bevestigen dat het revolutionaire Frankrijk desintegreerde en was het sein voor de drastische uitzonderingsmaatregelen die de jonge republiek moesten verdedigen tegen interne en buitenlandse vijanden. Na zijn dood werd hij korte tijd een held en martelaar van de Revolutie, tot Robespierre en vooral het Directoire deze cultus aan banden legden.

## Biografie

### Jonge jaren
Jean-Paul Marat werd geboren in het Zwitserse, destijds Pruisische vorstendom Neuchâtel als zoon van een voormalige mercedariër die zich tot het calvinisme had bekeerd en naar de Geneefse Republiek was gevlucht. Deze Juan Salvador Mara, een Sardijn van Spaanse komaf, was getrouwd met de Geneefse moeder van Marat, Louise Cabrol. Op zijn zestiende verliet Jean-Paul het ouderlijk huis en zou hij privé-leraar zijn geworden bij de familievriend Paul Nairac in Bordeaux. In elk geval woonde hij twee jaar bij deze rijke koopman-reder, die zich inliet met slavenhandel. In 1762 trok hij naar Parijs om medicijnen, chirurgie en dierengeneeskunde te studeren, zonder een diploma te behalen. Hier schreef hij de eerste hoofdstukken van zijn boek tegen de slavernij.
Marat was ongedurig en reisde in 1765 naar Londen, vermoedelijk op zoek naar literaire en wetenschappelijke roem. In het begin logeerde hij bij een familievriend, de horlogemaker Abraham Louis Breguet. Hij stortte zich in het intellectuele leven en raakte bevriend met Angelika Kauffmann. Tijdens de elf jaar die hij in Groot-Brittannië zou doorbrengen, waaronder enige tijd in Dublin en Newcastle upon Tyne, oefende hij de geneeskunde uit en was hij politiek actief. Hij bewonderde de radicale parlementariër en latere Lord Mayor John Wilkes, die hij vermoedelijk leerde kennen. In 1772 had hij enig succes met An Essay on the Human Soul, waarin hij het materialisme van Helvétius bestreed. Het jaar nadien volgde een uitgebreide versie: A Philosophical Essay on Man. Voltaire noemde het werk "vervelend, arrogant, tegenstrijdig en banaal". Marats beroemdste boek is The Chains of Slavery, dat na lang aandringen in 1774 verscheen. In deze kritiek op tirannieke regimes en in het bijzonder het Britse van Lord North, ontvouwde Marat onder meer het idee dat het despotisme zich in stand hield door misbruik van taal en verdraaiing van woorden. Dat jaar reisde hij naar de Nederlandse Republiek en werd hij in Amsterdam lid van de vrijmetselaarsloge La Bien-Aimée. In 1775 verkreeg hij een doctorsgraad aan de Universiteit van St Andrews in Edinburgh, mogelijk nadat hij een essay over gonorroe en een artikel over oogziekten had geschreven. Hij raakte verwikkeld in een controverse met filosofen, waarin La Harpe hem de mond snoerde, en ook professioneel botste hij in Londen op grenzen.

### Lijfarts en onderzoeker
Op 10 april 1776 keerde de 33-jarige Marat abrupt terug naar Parijs. Hij genas de markiezin van L'Aubespine van een longziekte en werd het volgende jaar aangesteld als lijfarts in de hofhouding van de graaf van Artois, de jongste broer van Lodewijk XVI. Hij woonde naast de stallen en sommige bronnen vermelden ten onrechte dat hij dierenarts is geweest. Het was een periode waarin Marat leek te twijfelen tussen de maatschappelijke en materiële zekerheid van zijn positie in het Ancien Régime en de verlichte kritiek op datzelfde regime. Hij beschikte over een dokterswoning, een jaarloon van 2000 livres en toegang tot de grote salons. In 1777 schreef hij zijn Plan de législation criminelle, deels gebaseerd op ideeën van o.a. Rousseau en Beccaria. Hij was bijzonder trots op dit werk, waarin hij zich keerde tegen het klassenonderscheid en de tirannie van het kleinste aantal. Vanwege censur door de Garde des sceaux verscheen het pas drie jaar later. Voltaire had kritiek op een cruciaal deel ervan, hetgeen bij Marat niet in goede aarde viel. Met Jacques Pierre Brissot had hij betere relaties. Eind november 1782 reisde hij met Brissot, vergezeld van zijn vrouw en zuster, naar Londen. In 1783 vroeg hij Brissot of die iemand kon vinden om zijn artikel over elektriciteit in het Engels te vertalen. Uiterlijk begin 1784 nam Marat ontslag uit zijn functie bij de graaf van Artois en werd hij zelfstandig auteur en wetenschapper.
In zijn niet-aflatende zoektocht naar erkenning kende Marat slechts enkele vluchtige successen. Hij behoorde tot het netwerk van verlichte geesten en correspondeerde met figuren als Voltaire, Diderot en Benjamin Franklin. Met kopstukken zoals Condorcet, Lavoisier en d'Alembert kwam hij in aanvaring. Hij schrok niet terug voor de confrontatie met wat hij "academische charlatans" noemde. Hij vertaalde een werk van Isaac Newton over optica en publiceerde ook zelf over de materie. Dit ontmoette kritiek van zijn rivaal was Jacques Charles. Toen Pilâtre de Rozier in juni 1785 met diens luchtballon neerstortte bij Boulogne, verklaarde Marat vanuit Engeland zijn verslagenheid. Tot de Académie Française werd hij niet toegelaten. 
In 1788 was Marat fysiek en moreel gebroken. Hij leed aan een ziekte die hem ernstige jeuk bezorgde en die verschillende lichamelijke systemen aantastte. Voor de laatste vijf jaar van zijn leven zou hij last hebben van eczeem, genitale ulcera, slapeloosheid, hoofdpijn en excessieve dorst. Een mogelijk diagnose is de ziekte van Behçet, of ook dermatitis herpetiformis. Hij bereidde zich voor op de dood en maakte in juli zijn testament op. Bréguet was zijn executeur. De volgende maand haalde de bijeenroeping van de Staten-Generaal hem uit zijn lethargie. Hij hervond zijn levensmoed en voelde zich beter.

### Revolutionair journalist en publicist
In februari 1789 begon de 45-jarige Marat met het publiceren van pamfletten en het sturen van brieven naar de Staten-Generaal. Op 1 juli publiceerde hij zijn pamflet "Mededeling aan het volk of de ministers ontmaskerd". Na de Bestorming van de Bastille verzette hij zich tegen de feestvreugde. In augustus was hij een van de enigen die inzag dat de afschaffing van de feodaliteit vele machtsposities intact liet. Zijn kritische geschrift hierover droeg bij aan zijn reputatie van klaarkijkend commentator. Vanaf september 1789 stortte hij zich volop in de journalistiek via zijn krant L'Ami du Peuple. Daarin stelde hij het levensmiddelencomité verantwoordelijk voor de schaarste. Al spoedig raakte hij in de clinch met burgemeester Jean Sylvain Bailly en de commandant van de burgerwacht La Fayette. In november 1789 viel hij het cijnskiesrecht aan en riep hij op tot verzet. Ook Jacques Necker moest het ontgelden. Toen drukkers in moeilijkheden kwamen en zijn opdrachten weigerden, kocht Marat eigen drukpersen, die hij in zijn huis opstelde. Zijn blad verscheen soms twee keer op een dag. 
Op 12 december kwamen twintig man aan zijn huis om hem te arresteren. De tenlastelegging klopte niet en justitie moest hem vrijlaten.  Op 22 januari 1790 werd een nieuwe poging gedaan hem te arresteren. Aan beide zijden was de straat afgesloten met honderden agenten. Marat week tijdelijk uit naar London; daarmee was de weg vrij voor Georges Danton om op de voorgrond te treden. In mei keerde hij terug naar Parijs, waar een hongersnood dreigde. Marat hield zich schuil in de kelders van Cordeliers of in de riolen van Parijs. Hij was nog geen voorstander van de afschaffing van de monarchie, maar ging onbeheerst en fel te keer tegen eenieder die gematigder opvattingen had dan hij. In juli 1790 schreef hij:
Vijf- of zeshonderd afgesneden koppen zouden je rust, vrijheid en geluk verzekerd hebben. Een valse medemenselijkheid heeft je armen tegengehouden en je slagen uitgesteld; daardoor zullen miljoenen van je broeders hun leven verliezen.
Op 10 augustus 1790 richtte hij zijn pijlen op de Markies de Mirabeau, die gesprekken voerde met Marie Antoinette over het versterken van de monarchie. In oktober viel hij La Fayette aan. In 1791 verzette hij zich tegen de Wet-Le Chapelier, omdat deze het recht van vereniging en petitie beperkte.
Op 18 juli 1791, daags na de bloedige repressie van een republikeinse manifestatie op het Champ-de-Mars, dook Marat onder. Zijn drukpersen werden in beslag genomen. Hij verstopte zich in de Parijse kelders en riolen, waaraan hij later zijn huidziekte weet. La Fayette moest Marat de in beslag genomen drukpers teruggeven.
In april 1792 werd Marat tot voorzitter van de jacobijnen gekozen. Hij was een tegenstander van de buitenlandse oorlog nagestreefd door de girondijnen en koning Lodewijk XVI. Hij stelde voor de koning en zijn familie tot gijzelaars te maken. Marat haalde zich daarbij de haat van de girondijnen op de hals. Hij leek te genieten van hun aanvallen en verdedigde zich in de meest theatrale vorm.
Onder impuls van Marat werd binnen de Commune van Parijs een 'Commissie van Toezicht' ingesteld om degenen die zich tegen de Revolutie keerden, op te sporen. Eind augustus 1792 waren de gevangenissen vol. Op 2 september 1792 werd de stad Parijs verschanst, tegen de Oostenrijkse legers die waren opgetrokken tot Verdun. Marat liet plakkaten in Parijs verspreiden die eruitzagen als officiële proclamaties. Vrijwilligers ried hij aan de hoofdstad niet te verlaten zonder eerst de vijanden van het volk hun gerechte straf te hebben doen ondergaan. Op grond van de dodenlijsten die hij opstelde, met weinig onderscheid van schuld of onschuld, werden mensen naar het schavot gestuurd om onder de guillotine te sterven. Het waren vijanden van de Revolutie. Marat, Danton en Robespierre spraken hun goedkeuring uit over de afslachting van gevangenen of deden niets.

### Conventielid
Na de Bestorming van de Tuilerieën werden verkiezingen voor een Nationale Conventie uitgeschreven. Marat stelde zich kandidaat en werd verkozen. Als Conventielid verkondigde hij een nieuwe koers te zullen varen. Tegenstanders maakten hem uit voor kwakende kikker of aasvretende kraai. Op 25 september 1792 werd een motie voorgesteld die hem ervan beschuldigde een dictatuur te wensen. Marat trok een pistool, hield dit tegen zijn slaap en riep: "Wanneer dit voorstel wordt aangenomen dan jaag ik een kogel door mijn hoofd." Het voorstel werd afgewezen. Op 21 november werd een aanklacht tegen hem ingediend. Iedereen begon hem te mijden, niet alleen vanwege de stank die hij verspreidde. Ook Danton nam afstand van Marat. 
Aangaande de gevangen Lodewijk XVI nam Marat, in tegenstelling tot andere kopstukken van de montagnards, een legalistisch standpunt in. Hij wenste een echte berechting door de Conventie en meende dat de feiten van vóór de grondwet van 1791 gedekt waren door amnestie. Lodewijks raadsman Malesherbes noemde hij een "wijze en respectabele oude man", wat niet wegnam dat hij in januari 1793 voor de doodstraf stemde. Daarover had hij woorden met Thomas Paine, een Quaker die voorgesteld had de koning naar de Verenigde Staten te laten vertrekken.
Vanaf januari ging Marat openlijk de strijd aan met de girondijnen. In de tumultueuze dagen na het verraad van Dumouriez, werd hij voorzitter van de Jakobijnenclub. Hij verspreidde een circulaire waarin hij de afzetting van de girondijnen eiste. Dezen hadden nog steeds het voortouw in de Conventie en probeerden omgekeerd de Commune en de sansculotten te breken. Op 13 april werd Marat gearresteerd wegens het oproepen tot geweld tegen de verraders van de regering en de Conventie. Hij werd gevangengezet in de Conciergerie in afwachting van zijn proces voor het in maart opgerichte Revolutionair Tribunaal. Op 15 april werd de Conventie bestormd door het volk van de secties, die verwijdering van de girondijnen uit de vergadering eisten. Op 24 april werd Marat vrijgesproken en oordeelde het Tribunaal dat zijn geschriften van "terechte verontwaardiging" getuigden. In triomf werd hij door de straten naar de Conventie gedragen.
Op 24 mei besloten de girondijnen een onderzoek te doen naar de anarchie binnen de Commune van Parijs. Ze richtten een Commissie van Twaalf op, die de postbode Varlet en Hébert liet arresteren. Druk van de straat leidde eerst tot de opheffing van de Commissie van Twaalf en op zondag 2 juni tot de val van de girondijnen. Marat dicteerde in de Conventie de lijst van girondijnen die hun zetel moesten opgeven. De strijd tussen de montagnards en de girondijnen was beëindigd en de sansculotten hadden aanzienlijk aan invloed gewonnen. Vanaf 3 juni verscheen Marat niet meer in de Conventie.

### Moord
Om de huidziekte waaraan hij al enkele jaren leed te verlichten, bracht Marat het grootste deel van elke dag door in bad. In azijn gedrenkte doeken op zijn hoofd moesten de jeuk tegengaan. De girondijnse sympathisante Charlotte Corday kwam hem opzoeken en wist zich op zaterdag 13 juli om zeven uur 's avonds toegang te verschaffen tot zijn woning. Een kwartier lang informeerde ze Marat over de girondijnen die naar Caen waren gevlucht. Marat stelde een lijst op. Op dat moment stak Corday, die duizenden andere moordpartijen wilde voorkomen, Marat met een mes in de borst. Toen zij werd overmeesterd, riep zij uit: "Het is volbracht; het monster is dood". Zij had haar geboorteakte bij zich, zodat niemand kon twijfelen aan haar identiteit.
De hele nacht kwam het volk langs om Marat eer te bewijzen. De dolk, het blok, de inkt, de ganzeveren, de bladen papier waren uitgestald naast het lichaam. Zijn lichaam zou moeten worden gebalsemd en moeten worden rondgedragen door alle Franse departementen. De schilder Jacques-Louis David organiseerde op 15 juli zijn begrafenis, meer een slotscène dan een rouwplechtigheid, met een imitatie van de begrafenis van Caesar. De afgevaardigden volgden elkaar op met redevoeringen. Pas om middernacht kwam men bij de begraafplaats aan, de binnenplaats van de Cordeliersclub. Niet de hele Conventie was aanwezig. Een urn met zijn hart is binnen in het klooster opgehangen aan het gewelf van de vergaderzaal.
De ascetische Corday werd ondervraagd en gedroeg zich moedig en kalm. Haar plan om Marat te vermoorden dateerde van 31 mei. Ze bleek in haar eentje te hebben gehandeld en niet in opdracht van een girondijns complot. Ze werd de volgende dag, op 17 juli 1793, naar het schavot gestuurd. Er brak een onweer los, maar de menigte liet zich er niet door afschrikken. Marats dood versterkte de positie van de montagnards, die een cultus rond hem bouwden. Duizenden vijanden – zowel koningsgezinden als girondijnen – werden terechtgesteld op beschuldiging van verraad. Het Comité de Salut Public werd gereorganiseerd om krachtiger op te treden tegen contrarevolutionairen.

## Eerbetoon en contestatie
De begrafenis van Marat was slechts het begin van de revolutionaire cultus rond zijn persoon. Hij werd geëerd als een martelaar van de vrijheid. Davids schilderij De dood van Marat kwam in de Conventie naast het spreekgestoelte te hangen. 37 straten en pleinen werden naar hem vernoemd, waaronder de Rue des Cordeliers, waar hij woonde. Montmartre werd Mont-Marat. De havenstad Le Hâvre de Grâce was omgedoopt in Hâvre-Marat. Ook een van de Lérins-eilanden is tijdelijk naar hem vernoemd geweest. Hij was geliefd bij de sansculotten omdat hij zich om hun lot had bekommerd. Zijn borstbeeld stond in alle klaslokalen en vergaderruimten. Er ontstond een soort volksgodsdienst rond de martelaar van de vrijheid. 
De eerste die deze cultus een halt toeriep, was Robespierre. Dit zou mede zijn ingegeven geweest door jaloezie en haat jegens de dode. Ook begon de cultus gevaarlijk te worden. Na de Thermidoriaanse Reactie werd het stoffelijk overschot van Marat op 21 september 1794 in het Pantheon bijgezet, terwijl de kist van Mirabeau werd verwijderd. Nochtans was onder het Directoire sprake van een "demaratisering". In februari 1795 werden zijn borstbeeld en het schilderij van David verwijderd uit de Conventie, en werd hij uit het Pantheon gehaald om te worden herbegraven op het kerkhof van de Église Saint-Étienne-du-Mont. Na de mislukte Opstand van 12 germinal kreeg dit proces ook elders zijn beslag. 
In Rusland kreeg Marat na de revolutie van 1917 grote populariteit. Zijn achternaam werd een Russische voornaam die nog steeds gangbaar is, zoals in Marat Safin.

## In de kunst
De dood van Marat door David is een iconisch beeld uit de schilderkunst. Ook andere kunstenaars hebben zijn dood tot onderwerp gekozen. Paul-Jacques-Aimé Baudry toonde Charlotte Corday als moedige heldin en Marat als monster. Later namen Edvard Munch en Pablo Picasso het thema op. In de literatuur is het aan orde in het stuk Marat/Sade van Peter Weiss (1963).

## Werken
- An Essay on the Human Soul (London 1772)
- A Philosophical Essay on Man, being an attempt to investigate the principles and laws of reciprocal influences of the soul and body. Vol. I; Vol. II, 2 dln. (London 1773)
  - De l'homme ou les principes et les loix de l'influence de l'âme sur le corps et du corps sur l'âme. Tome premier; Tome second; Tome troisieme (Amsterdam 1775-1776)
- Chains of slavery. A work wherein the clandestine and villainous attempts of princes to ruin liberty are pointed out and the dreadful scenes of despotism disclosed (1774)
  - Les chaines de l'esclavage, ouvrage destiné à développer les noirs attentats des princes contre les peuples, les ressorts secrets, les ruses, les menées, les artifices, les coups d'état quíls emploient pour détruire la liberté, et les scènes sanglantes qui accompagnent le despotisme (1793)
- An essay on gleets; wherein the defects of the actual method of treating those complaints of the urethra are pointed out, and an effectual way of curing them indicated (London, 1775)
- Enquiry into the Nature, Cause, and Cure of a Singular Disease of the Eyes (1776)
- Découvertes de M. Marat, docteur en médecine & médecin des gardes du corps de monseigneur le comte d'Artois sur le feu, l'électricité et la lumière, constatées par une suite d'expériences nouvelles qui viennent d'être vérifiées par MM. les commissaires de l'Académie des sciences (1779)
- Plan de législation criminelle (Neufchâtel 1780)
- Recherches physiques sur le Feu (Paris 1780)
- Recherches physiques sur l'Electricité (Paris , 1782)
- Mémoire sur l'électricité médicale (1783)
- Notions elementaires d'optique (1784)
- Lettres de l'observateur Bon-Sens à M. de ***, sur la fatale catastrophe des infortunés Pilatre de Rozier & Ronzain, les aéronautes et l'aérostation (1785)
- Observations de M. l'amateur Avec à M. l'abbé Sans (1785)
- Éloge de Charles de Secondat (1785) — lof van Montesquieu voor de Academie van Bordeaux, uitgegeven in 1883 door M. de Bresetz
- L'Optique de Newton (1787) — vertaling
- Mémoires académiques, ou Nouvelles découvertes sur la Lumière, relatives aux points les plus important de l'optique (1788)
- L'Offrande à la Patrie, ou Discours au Tiers-État de France (1789)
- La Constitution ou Projet des droits de l'homme et du citoyen, suivi d'un plan de constitution (1789)
- Plan de Constitution juste, sage et libre (1789)
- Tableau des vices de la Constitution anglaise (1789)
- Avis au peuple ou les ministres dévoilés (1789)
- Projet dévoilé de leurrer le peuple et d'empêcher la Révolution (1789)
- Nouvelle dénonciation de M. Marat, l'ami du peuple, contre M. Necker, premier ministre des finances, ou supplément à la dénonciati ou d'un citoyen contre un agent de l'autorité (1790)
- Les Charlatans modernes, ou Lettres sur le charlatanisme académique (1791)
- Acte d'accusation contre Marat, député à la Convention nationale. Du 20 avril 1793 (1793)
- Lettre de Marat aux Jacobins (1793)

## Uitgaven
Postuum verscheen van Marat:
- Les Aventures du comte Potowski (brievenroman uitgegeven in 1847 door Paul Lacroix)
- Lettres polonaises (authenticiteit betwist)
- La Correspondance de Marat (uitgegeven in 1908 door Charles Vellay)
- Jean-Paul Marat. Écrits, ed. Michel Vovelle, 1988
- Œuvres politiques 1788-1793, eds. Jacques De Cock en Charlotte Goëtz, 1989